# María Serrano
María del Mar Serrano Barceló (ur. 18 listopada 1985) – hiszpańska zapaśniczka walcząca w stylu wolnym. Dziesiąta na mistrzostwach świata w 2006. Brązowa medalistka mistrzostw Europy w 2007. Trzecia na igrzyskach śródziemnomorskich w 2005 i piąta w 2009 roku.